# أغنيس بلوم
أغنيس بلوم(9 يناير 1862 – 12 نوفمبر 1943) هي طبيبة ألمانية روجت لاستخدام علم تحسين النسل لتحسين السلالة الألمانية وألفت كتاب دافعت فيه عن فكرة وجوب بقاء المرأة في المنزل بدون مهنة واستثنت نفسها محتجه بحاجة المجتمع الألماني لمختصين من أمثالها منحها ،هتلر جائزة غوته مع أربع نساء أخريات وفي المقابل منحها لأربع مئة رجل وهي جائزة سميت على اسم الكاتب والفيلسوف الألماني غوته ومنحت أول مره عام 1932 